# Lemnaceae
Famille
Classification APG III (2009)
Les Lemnaceae sont une famille de petites plantes qui comprend 30 espèces réparties en cinq genres. 

## Étymologie
Le nom générique Lemna vient du nom grec qui désignait ce type de plantes. Le nom peut venir du grec λεπίς / lepis, « écaille » ou de λίμνη / limné, « lac ; étang ».

## Classification
En classification phylogénétique, cette famille n'existe plus et ses genres sont incorporés dans la famille des Araceae.

## Caractéristiques générales
Ce sont des plantes aquatiques, flottantes, des eaux calmes d'une grande partie du monde. 
L'appareil végétatif est réduit à des frondes lenticulaires (de nature caulinaire malgré leur aspect laminaire), avec chez certaines espèces quelques racines filiformes à la face inférieure. 
L'appareil floral peut être interprété de deux façons : fleur à deux étamines et un pistil ou inflorescence de deux fleurs mâles et une fleur femelle. 
Plusieurs espèces de plusieurs genres (notamment Lemna, Spirodela et Wolffia) sont appelées couramment « lentille d'eau ».

## Liste des genres
- Landoltia Les & D.J.Crawford
- Lemna L. - Les lentilles d'eau ou lenticules
  - Lemna gibba L. - Lentille d'eau bossue
  - Lemna minor L.- Petite lentille d'eau
  - Lemna trisulca L. - Lentille d'eau à trois lobes

- Spirodela Schleid. - Les spirodèles
  - Spirodela polyrhiza (L.) Schleiden - Spirodèle à plusieurs racines

- Wolffiella (Hegelm.) Hegelm.,
- Wolffia Horkel ex Schleid.
  - Wolffia arrhiza (L.) Horkel ex Wimmer - Wolffia sans racines